# Aurora Campagna
Aurora Campagna es una deportista italiana que compite en lucha libre. Ganó una medalla de plata en el Campeonato Europeo de Lucha de 2019, en la categoría de 62 kg.

## Palmarés internacional
| Campeonato Europeo | Campeonato Europeo | Campeonato Europeo | Campeonato Europeo |
| Año                | Lugar              | Medalla            | Categoría          |
| ------------------ | ------------------ | ------------------ | ------------------ |
| 2019               | Bucarest (Rumania) | Medalla de plata   | 62 kg              |